# 石井ふく子
石井 ふく子（いしい ふくこ、1926年〈大正15年〉9月1日 - ）は、日本のテレビプロデューサー、舞台演出家。東京府東京市下谷区池の端（現・東京都台東区下谷池之端）出身。TBSテレビプロデューサー。
伊志井寛の長女にあたる。新東宝の女優活動から出発し、ラジオ東京（現・TBS）に入社。その後は、テレビドラマのプロデューサーとして、橋田壽賀子や平岩弓枝らとタッグを組み、多くのヒットドラマを世に送った。フリーとなった後は舞台演出なども手掛けている。
また、橋田文化財団にも協力している。

## 来歴
父は、劇団新派の俳優伊志井寛（ただし、戸籍と血縁ともに関係がない）。母は分川本の君鶴と呼ばれた芸者で、小唄の家元になった三升延である(両親について詳しくは後述「人物」の欄)。
文化学院に入学した後、東京女子経済専門学校(または女子経済専門学校附属高等女学校)に転校し、卒業後は新東宝の女優となった。女優業を辞めて1950年に日本電建へ入社して宣伝部に務め、1961年にTBSへ入社。
ほどなくして出会った橋田壽賀子、平岩弓枝などの脚本家たちとタッグを組んでTBSでドラマ制作に携わる。以降プロデューサーとして、『肝っ玉かあさん』『ありがとう』を筆頭に、『女と味噌汁』「カミさんと私」「おんなの家」「ぼくの妹に」「はじめまして」「家族」「道」「愛」「心」「出逢い」など、数々のホームドラマをヒットさせる。
数々のヒット作に携わったことから、一部のメディアから「作品選定の確かさと配役の妙を以て大ヒットドラマを生んだ」と評されるようになる。
1974年にTBSを退社後、「TBS専属のフリーランスプロデューサー」の立場だったが、2000年代以降は「想いでかくれんぼ」（2000年）、「夫婦」（2006年）、「結婚」（2009年）など、橋田壽賀子脚本・渡哲也主演のスペシャルドラマをテレビ朝日で手掛けている。ただし現在（2022年）は再びTBSと専属契約しており（何年頃専属に戻ったかは不明）、名刺もTBSのものを携帯している。
義父・伊志井寛の勧めで1968年11月の新派公演「なつかしい顔」（新橋演舞場）から舞台の演出を手掛けるようになり、以来足掛け40年に渡り386作品を演出。近年は舞台作品の演出が活動の中心になっている。伊志井寛との関係から劇団新派との関わりが深く、京塚昌子を筆頭に新派出身の役者を多く自身のドラマや舞台に起用した。劇場は、名鉄ホール・芸術座・新橋演舞場・明治座・帝国劇場・飛天・近鉄劇場・松竹座・博多座・御園座・中日劇場・日生劇場・ル テアトル銀座・大阪新歌舞伎座・京都南座・新宿コマ劇場・三越劇場などで演出実績がある。
1996年1月24日、東京国税局から石井が社長の番組制作会社邑が、架空の経費計上して3年間で約6億3700万円の所得隠しを行い、約1億5600万円を脱税したとして法人税法違反（脱税）で東京地検特捜部に告発された。1997年6月30日、東京地方裁判所での初公判で石井は起訴内容を認め、検察側は懲役1年6月、邑に罰金5000万円を求刑して即日結審。1997年7月14日、東京地裁は懲役1年6月執行猶予3年の有罪判決、邑に罰金5000万円を言い渡した。判決では利益を隠したのは役者への祝儀や老後の資金のためでその点は情状酌量できないが、この事件で石井が邑の代表取締役及び取締役を退任、テレビドラマの仕事を降板したことが斟酌すべき事情に挙げられている。1989年春の褒章で紫綬褒章を受章しているが、判決から3年後の2000年7月18日付で返上。
長年の活動により、過去に3度ギネス世界記録に認定されている（1985年に「テレビ番組最多プロデュース」（1,007本）、2014年に87歳342日の「世界最高齢の現役テレビプロデューサー」、2015年に舞台初演作演出本数183作品）。
2014年4月より淑徳大学人文学部表現学科客員教授に就任。

## エピソード

### 子供時代
本人によると9月半ばに生まれる予定だったが、ある時母が“9月1日に生まれた子は人に恵まれて育つ”という話を聞いた。生まれくる我が子の幸せのため母は9月1日に生むことを決め、危険な帝王切開を受けて石井を出産した。
芸者だった母の影響で、3歳頃から習い始めた踊りに夢中になるが、小学校入学後は勉強嫌いのいたずらっ子となった。13歳の時にかっけを患ったため、踊りの道に進むのを断念した。
文化学院に入学したが自由な校風があまり合わず、その後家を引っ越したのを機に転校。戦争が始まる前後に母が伊志井寛と親しくなるが、戦況の悪化により3人で山形県に疎開した。

### 戦後
1945年19歳の頃に終戦を迎え、東京に戻ると自宅は空襲で焼かれた後だったため、両親と3人で知人の家を泊まり歩いた。後日新宿駅で父の知り合いである長谷川一夫と偶然再会し、彼の厚意で親子で自宅の離れで暮らし始める。当時長谷川家には彼の姪・長谷川裕見子も暮らしており、石井は彼女と年が近い（裕見子の方が2歳年上）ことから親しくなった。
長谷川一家と親しくなったことから、彼の紹介で新東宝のニューフェイスとして女優デビュー。デビュー作は、『大江戸の鬼』という時代劇で、高峰秀子の友人役だった。その後も端役で映画に出演したが、元々地味なことが好きで「女優のような派手なことは自分に向かない」と感じたため、デビューから3年で女優業に見切りをつけた。

### OL時代
新聞の求人で見つけた住宅メーカーの日本電建に就職し、銀座の本社宣伝部で働き始める。宣伝部は発足したばかりで何をどう宣伝するかも決まっていない状態で、同部社員も部長と課長と石井の3人だけだった。しかし、このおかげで新人の石井も気軽に意見を述べたり、行動を起こしやすいことから水が合った。
当時はテレビよりラジオ優位の時代だったことから、石井は会社の宣伝のためラジオ番組のスポンサーになることを提案。これが通ってラジオ東京（後のTBS）と手を組み、新派の役者だった父のつてで若い俳優をどんどんキャスティングして朗読劇を放送してもらった。その後とある作品で役者の人手が足りなくなったのをきっかけに、映画俳優の貸し出しを頼むため配給会社にも訪れるようになる。日本電建の社員ながらいつしかTBSのスタジオに入り浸り、徐々に行動力・交渉力などが評価され始める。

### プロデューサーへ転身
1955年のTBSのテレビ開局直後、「『東芝日曜劇場』のプロデューサーになってほしい」と声がかかった。当初日本電建の社員ということを理由に断るが、TBSの編成局長が日本電建の社長に直接掛け合ったことで、日本電建社員兼TBSの嘱託社員となることが決まる。以後3年間は、「平日は日本電建の仕事、土日はTBSの仕事」と休日返上で働いた。
その後TBSの上司から本格的に制作スタッフとしてドラマに携わるよう指示を受け、キュー出しから仕事を学び始めた。いくつかの現場の仕事を経験した後、1958年にテレビドラマ『橋づくし』（原作・三島由紀夫）で初めて制作を手掛けた。それ以降プロデューサーとして原作者のドラマ化の許可などを交渉したり、キャスティングに奔走するようになる。日本電建退社を機に、それまでTBS嘱託社員だったのが正式に社員になった。
ちなみに原作者などの交渉でOKをもらうコツとして、「交渉は、とにかく一生懸命やること。『私はこの企画をやりたい。そのためにはあなたのOKが必要なんです』と素直な気持ちを相手に伝えるしかない」と語っている。また交渉には、必ず一人で行くことにしている。本人曰く「もし複数でお願いにあがっても全員が同じ気持ちとは限らないし、本当の熱意が伝わりにくい」とのこと。

### 脚本家・作家とのエピソード

#### 橋田壽賀子
橋田壽賀子とは、1964年の「日曜劇場　愛と死をみつめて」で組んだことから親しくなった。それ以降橋田の作品に大きく影響するほどの親交があり、「石井ファミリー」（下記参照）「石井組」などと巷伝される役者たちは、橋田ドラマの常連俳優と事実上同じである。
プライベートでは、橋田と元TBSテレビプロデューサー岩崎嘉一の交際を取り持ち、結婚にも携わり（結婚式の仲人も石井が務めた。）その後1988年9月24日に橋田が翌年（1989年）の元日から始まるNHKの大河ドラマ「春日局」の準備をしていた頃、岩崎の肺腺がんの宣告を受けた。橋田は当初、岩崎の看病をしながら1年続くドラマの脚本を書き上げる自信はなかった。このことを相談された石井は、「いま番組から降りたら嘉一ちゃんは、自分ががんだって気づくかもしれないよ」と首を横に振り、橋田を励まして奮い立たせた。
橋田からは「ふーちゃん」と呼ばれていた。1994年10月から始まったNHK連続テレビ小説『春よ、来い』では、石井をモデルにした人物として花井涼子役が描かれた。
熱海(静岡県)にある橋田の自宅には、石井曰く「生涯で500回」ほど訪れた。また橋田は石井プロデュースの作品では、脚本を仕上げると必ず本人に渡したがり、たまに石井の都合がつかず代理の者がもらいに行っても渡してくれなかったという。

#### その他の人
ラジオドラマで山本周五郎の小説『こんち午（うま）の日』の使用許可をもらうため、当時横浜にあった山本の仕事場へ向かった。その時は「帰れ」と一喝されて門すら開けてもらえなかったが、めげずにその後4回ほど訪ねた。熱意を見せて頼み込むと、最後は根負けした山本から「いいよ」と許可をもらえた。これを機に山本に気に入られて、以後彼の原作のドラマを何本も制作させてもらった。一時は山本の運転手代わりによく呼び出されるようになり、銀座でベロベロに酔った彼を車に乗せて横浜まで送ることも何度もあった。
小説家だった平岩弓枝がシナリオの執筆をするきっかけを作ったのは、石井である。当初平岩にとある原作の使用許可をもらいに何度か伺い、やり取りする内にシナリオを書く才能を見抜き、口説き落としたのがその発端。同じ執筆作業でも小説と脚本は違うため、平岩は初めて脚本を執筆する際石井と二人三脚で念入りに打ち合わせをして、シナリオを完成させた。
高峰秀子は石井の生い立ちをもとに高峰唯一の脚本『忍ばずの女』を執筆、1994年には石井本人のプロデュースによりTBS系でテレビドラマ化された。主演の大原麗子が母親の芸者・君鶴を演じ、置屋の女将で君鶴の養母であり福子を育てた祖母を森光子、実父を渡部篤郎、義父の役者を風間杜夫、福子は子役3人が演じた。

## 人物

### 親族
もともと石井は、母の三升延が前夫の間に儲けたが、実祖母の子として届けた連れ子である。三升は周囲から反対された上で未婚の母として石井を出産し、女手一つで祖母との暮らしを支えた。
その後三升と伊志井寛との結婚の際、彼が石井の入籍を拒否したため、のちに三升が養子として迎えた。石井は後に「戸籍上“伊志井は三升の夫”であって、私の父では無い」と、著書「想い出かくれんぼ」で記している。
両親と一緒に暮らしたのは32歳になってからで、翌年結婚するまでのわずか9か月間だけだった。
伊志井の没後、遺産の分配を求めて彼が認知した実子と騒動するも、継子であるふく子に相続権は存在せずに和解。のちに「20年以上経過してもなお、母と共に受けた屈辱として、その騒動のことを忘れていない」と前著書で記している。

### その他
文化学院時代、国語で教鞭をとっていた与謝野晶子の授業を受けている。
父が俳優、母が花柳界だったことから、戦後の自宅にはたくさんの芸能人が遊びに来るようになった。一例として父は江利チエミや美空ひばりから慕われ、母は高峰秀子や越路吹雪から慕われたとのこと。
原節子のファンで、女優活動をしていた時に新東宝のプロデューサーに頼んで『女医の診察室』や『かけ出し時代』などの映画で共演させてもらった。
香川京子とは新東宝時代からの長年の親友で、プライベートではよく2人で旅行もした。また、石井がプロデューサーとして初めて制作したドラマ『橋づくし』で香川に出演を依頼した際、五社協定がある中彼女は所属先の映画会社と喧嘩してまで同作に出てくれたという。
女優時代に映画『女医の診察室』の撮影期間中、憧れの原節子からチョコレートをもらったことがある。本人によると「あの時の味を忘れたくない」との思いから、現在（2024年）に至るまでチョコレートは一度も食べていないという。
酒が飲めない体質である。
現在（2022年）期待している俳優として、自身がプロデュースしたドラマ『あにいもうと』に出演した仲野太賀を挙げている。
ドラマ『ありがとう』の主人公で水前寺清子に出演を依頼する際、「あなたは美人じゃない所が良い」と7回ほど連呼して説得した。これに対し水前寺は、「面白いことを言う方だな」と思い、出演を決めたという。

## 作品

### テレビドラマ
※ 特記がない限り、プロデューサーを担当。
※ 放送局はすべて東京放送→TBSテレビ。

- 東芝日曜劇場
  - （第93回）「橋づくし」（1958年9月7日）　※初プロデュース作品
  - （第373回）「女優シリーズ8　袋を渡せば」（1964年1月26日）　※橋田壽賀子との初仕事
  - （第384・385回）「愛と死をみつめて（前・後編）」（1964年4月12日・4月19日）
  - （第391回）「女の気持ち」（1964年5月31日）
  - （第407回）「あたしとあなたのシリーズ1　ちっちゃな家庭」（1964年9月20日）
  - （第414回）「五月の嵐」（1964年11月8日）
  - （第425～680回）「ママ日曜でありがとう（第1部・第2部）」（1965年1月24日 - 1969年12月21日、全5回）※第1回は前後編
  - （第441回）「あたしとあなたのシリーズ3　夫よりも妻よりも」（1965年5月16日）
  - （第446～1204回）「女と味噌汁」（1965年6月20日 - 1980年1月6日、全38話）[注釈 10]
  - （第448回）「時間ですよ」（1965年7月4日）
  - （第467回）「芸術参加作品　菊の香高く」（1965年11月14日）
  - （第477回）「あゝ結婚」（1966年1月23日）
  - （第483回）「あたしとあなたのシリーズ5　出番です…奥様」（1966年3月6日）
  - （第497回）「あたしとあなたのシリーズ6　牛乳とブランディー」（1966年6月12日）
  - （第503回）「ウーベの子守歌（500回記念番組）」（1966年7月24日）
  - （第509回）「玉子の結婚」（1966年9月4日）
  - （第529・530回）「限りある日を愛に生きて（前・後編）」（1967年1月22日・1月29日）
  - （第538回）「虹」（1967年3月26日）
  - （第552回）「あたしとあなたのシリーズ8」（1967年7月9日）
  - （第555回）「母の童話」（1967年7月30日）
  - （第563回）「おたふく物語」（1967年9月24日）
  - （第576回）「あたしとあなたのシリーズ9　小さな家の小さな灯り」（1967年12月24日）
  - （第577回）「おたふく物語（再放送）」（1967年12月31日）
  - （第592回）「前進せよ」（1968年4月14日）
  - （第603回）「父の樹（600回記念番組）」（1968年6月30日）
  - （第607回）「あたしとあなたのシリーズ　あなたお話しましょう」（1968年7月28日）
  - （第612回）「小僧」（1968年9月1日）
  - （第613回）「橋づくし」（1968年9月8日）
  - （第626～670回）「どっきり花嫁」（1968年12月8日 - 1969年10月12日、全3回）
  - （第653回）「愛」（1969年6月15日）
  - （第658回）「あたしとあなたのシリーズ11　かたづかないわ…」（1969年7月20日）
  - （第684回）「二代目」（1970年1月18日）
  - （第689回）「ありがとう私をお嫁さんにしてくれて……」（1970年2月22日）
  - （第694回）「二人の縁」（1970年3月29日）
  - （第703回）「娘と嫁と（700回記念番組）」（1970年5月31日）
  - （第714回）「妹」（1970年8月16日）
  - （第726回）「出来ごころ」（1970年11月8日）
  - （第731回）「あたしとあなたのシリーズ12　妻のお値段」（1970年12月13日）
  - （第742回）「ここはどこの細道じゃ」（1971年2月28日）
  - （第745回）「縁談」（1971年3月21日）
  - （第746回）「紬の里」（1971年3月28日）
  - （第759回）「噂」（1971年6月27日）
  - （第767回）「さらば夏の日」（1971年8月22日）
  - （第774・775回）「亜紀子（前・後編）」（1971年10月10日・10月17日）
  - （第800回）「心（800回記念番組）」（1972年4月9日）
  - （第811回）「愛と愛」（1972年6月25日）
  - （第819～864回）「二人だけの道」（1972年8月20日 - 1973年7月1日、全3回）
  - （第823回）「母の鈴」（1972年9月17日）
  - （第826回）「妻の橋」（1972年10月8日）
  - （第834回）「姉と妹」（1972年12月3日）
  - （第845回）「初蕾」（1973年2月18日）
  - （第849・850回）「只見川より　愛その日（前・後編）」（1973年3月18日・3月25日）
  - （第855回）「お母ちゃん笑って」（1973年4月29日）
  - （第876回）「ちいさい秋」（1973年9月23日）
  - （第878回）「秋のふたり」（1973年10月7日）
  - （第889回）「お母ちゃんごめんネ」（1973年12月23日）
  - （第893回）「幻の父」（1974年1月20日）
  - （第898～1877回）「おんなの家」（1974年2月24日 - 1993年3月28日、全16回）※最終作は、東芝日曜劇場最終回特別企画として放送
  - （第903回）「ふるさと（900回記念番組）」（1974年3月31日）
  - （第907回）「ちいさい愛」（1974年4月28日）
  - （第917回）「お母ちゃんありがとう」（1974年7月7日）
  - （第945回）「明日また」（1975年1月19日）
  - （第954回）「愛のふれあい」（1975年3月23日）
  - （第958回）「出会い」（1975年4月20日）
  - （第970回）「愛ってなあーに」（1975年7月13日）
  - （第983回）「誰れも知らない愛」（1975年10月12日）
  - （第1002回）「春のゆくえ（1000回記念番組）」（1976年2月22日）
  - （第1004・1005回）「愛と死をみつめて（前・後編 アンコール放送）」（1976年3月7日・3月14日）
  - （第1027回）「私の中のあなた」（1976年8月15日）
  - （第1037～1424回）「ぼくの妹に」（1976年10月24日 - 1984年4月22日、全10回）
  - （第1044・1045回）「家族（前・後編）」（1976年12月12日・12月19日）
  - （第1060回）「女優シリーズ1　あの日あなたは…」（1977年4月3日）
  - （第1083回）「あしたの海」（1977年9月11日）
  - （第1095・1158回）「姉妹」（1977年12月4日・1979年2月18日、全2回）
  - （第1143回）「女たち（IBC25周年記念番組）」（1978年11月5日）
  - （第1178回）「かあさんの鈴」（1979年7月8日）
  - （第1200回）「女たちの忠臣蔵～いのち燃ゆる時～（1200回記念番組）」（1979年12月9日）
  - （第1416回）「縁」（1984年2月26日）
  - （第1500回）「花のこころ（1500回記念番組）」（1985年10月6日）
- 肝っ玉かあさん[14]
  - 第1シリーズ（1968年4月4日 - 11月28日、全35回）
  - 第2シリーズ（1969年4月3日 - 1970年1月29日、全44回）
  - 第3シリーズ（1971年5月6日 - 1972年1月20日、全38回）
- ありがとう
  - 第1シリーズ（婦人警官編）（1970年4月22日 - 10月22日、全30回）[15]
  - 第2シリーズ（看護婦編）（1972年1月27日 - 1973年1月18日、全52回）[16]
  - 第3シリーズ（魚屋編）（1973年4月26日 - 1974年4月25日、全53回）[17]
  - 第4シリーズ（カレー屋編）（1974年5月2日 - 1975年4月24日、全52回）[18]
- はじめまして（1975年5月1日 - 9月25日、全22回）
- 明日がござる（1975年10月2日から1976年9月30日、全53回）
- ほんとうに（1976年10月7日 - 1977年5月5日、全31回）
- 今日だけは（1977年5月12日～11月3日、全26回）
- 家族（1977年11月10日～1978年11月2日、全52回）
- 道（1978年11月9日 - 1979年8月2日、全39回）
- 愛（1979年8月9日～1980年4月17日、全36回）
- 心[19]（1980年4月24日 - 1981年1月29日、全40回）
- 出逢い（1981年2月5日 - 10月29日、全39回）
  - 出逢い・めぐり逢い（1983年1月20日 - 7月28日）
- ちょっといい姉妹（1981年11月5日 - 1982年5月27日、全29話）
- おはよう24時間（1982年6月3日 - 9月30日、全18話）
- ああ離婚（1982年10月14日 - 1983年1月13日、全13回）　※初のテレビドラマの演出を担当。担当話数は第1，2，6，12，最終話
- 花王愛の劇場
  - 愛ってなに（1985年1月7日 - 3月1日、全40回）
  - 家庭って？（1986年1月6日 - 2月28日、全40回）
  - ああ家族（1987年1月5日 - 2月27日、全40回）
  - 妻よ妻よ（1987年8月31日 - 10月30日、全40回）
  - ああ嫁さん（1988年1月4日 - 3月25日、全60回）
  - 女に生まれて（1988年9月26日 - 11月11日、全35回）
  - ああわが家（1989年1月4日 - 3月3日、全43回）
  - 結婚の条件（1989年9月4日 - 10月27日、全40回）
  - ああ結婚（1990年1月4日 - 2月23日、全37回）
  - 家族って（1990年9月3日 - 11月2日、全45回）
  - ああ相続（1991年1月7日 - 3月1日、全40回）
  - 花嫁（1991年9月2日 - 10月25日、全40回）
  - ああ母さん（1992年1月6日 - 2月21日、全35回）
  - ママ走れ！（1992年8月31日 - 10月23日、全40回）
  - 家族の物語（1993年1月4日 - 4月2日、全65回）
  - ひとり家族（1994年9月5日 - 10月28日、全40回）
  - もういちど家族（1995年10月30日 - 12月28日、全40回）
- 橋田壽賀子ドラマスペシャル 旦那さま大事（1986年12月29日）
- 橋田壽賀子ドラマ おんなは一生懸命（1987年10月5日 - 1988年3月28日、全25回）
  - おんなは一生懸命スペシャル・結婚（1989年10月2日）
- 年末時代劇スペシャル 忠臣蔵・女たち・愛（1987年12月28日・12月29日）
- ドラマ特別企画 妻たちの鹿鳴館（1988年10月8日）
- ドラマ特別企画 三姉妹（1990年10月6日）
- 橋田壽賀子ドラマ 渡る世間は鬼ばかり[20]
  - 第1シリーズ（1990年10月11日 - 1991年9月26日、全48回）[21]
  - 第2シリーズ（1993年4月15日 - 1994年3月31日、全49回）[22]
  - 秋のスペシャル（1994年9月29日）
  - 第4シリーズ（1998年10月1日 - 1999年9月30日、全51回）
  - 二時間年末特別企画（1999年12月23日）
  - 春の二時間スペシャル（2000年4月6日）
  - 第5シリーズ（2000年10月5日 - 2001年9月27日、全50回）[23]
  - 第6シリーズ（2002年4月4日 - 2003年3月27日、全51回）
  - 第7シリーズ（2004年4月1日 - 2005年3月31日、全51回）
  - 第8シリーズ（2006年4月6日 - 2007年3月29日、全50回）[24]
  - 第9シリーズ（2008年4月3日 - 2009年3月26日、全49回）[25]
  - 最終シリーズ（2010年10月14日 - 2011年9月29日、全47回）
  - ただいま!!2週連続スペシャル 前後編（前編：2012年9月17日・後編：2012年9月24日）
  - 2013年2時間スペシャル 前後編（前編：2013年5月27日・後編：2013年6月3日）
  - 2015年2時間スペシャル 前後編（前編：2015年2月16日・後編：2015年2月23日）
  - 2016年二夜連続特別企画（2016年9月18日、9月19日）
  - 2017年3時間スペシャル（2017年9月18日）
  - 2018年3時間スペシャル（2018年9月17日）
  - 2019年3時間スペシャル（2019年9月16日）
- TBS創立４０周年記念 橋田壽賀子スペシャル  源氏物語 上の巻・下の巻（1991年12月27日、1992年1月3日）
- 月曜ドラマスペシャル 石井ふく子年末特別企画 忍ばずの女（1994年）
- 橋田壽賀子ドラマ 女の言い分（1994年10月13日 - 12月22日、全11話）
- 橋田壽賀子ドラマ 魔の季節（1995年4月13日 - 6月29日、全12話）
- 特別企画 橋田壽賀子2000年ドラマスペシャル 想いでかくれんぼ （2000年3月1日、テレビ朝日）
- 明るいほうへ明るいほうへ－金子みすゞの生涯 特別篇－（2001年、TBS）
- 山本周五郎生誕100年記念番組 初蕾（2003年12月8日）
- TBSテレビ放送50周年特別企画 美空ひばり誕生物語～おでことおでこがぶつかって～（2005年5月29日）
- 橋田壽賀子ドラマスペシャル 夫婦（2006年2月4日、テレビ朝日）
- 向田邦子生誕八十年記念番組 母の贈り物（2009年9月14日）
- 橋田壽賀子ドラマスペシャル 結婚（2009年11月28日、テレビ朝日）
- 月曜ゴールデン 居酒屋もへじ（2011年 - 2017年）
- 向田邦子新春ドラマスペシャル 花嫁（2012年1月2日）
- ドラマ特別企画 あにいもうと（2018年6月25日）
- 新春ドラマ特別企画 あしたの家族（2020年1月5日）[26]
- ひとりぼっち -人と人をつなぐ愛の物語-（2023年4月9日）
- 山田洋次×石井ふく子 ドラマ特別企画 わが家は楽し (2025年3月13日)

### 舞台演出
- なつかしい顔（1968年　新橋演舞場　舞台初演出　出演：伊志井寛、水谷良重）
- 春秋めおと囃子（1973年　名鉄ホール　出演：中村玉緒、長門裕之）
- 夏のふたり（1976年　御園座　出演：林与一、小川知子）
- 秋のかげろう（1977年　名鉄ホール　出演：林与一、長山藍子）
- 花の巴里の橘や（1978年　帝国劇場　京マチ子主演）
- 花の三角野郎（1980年　名鉄ホール　若山富三郎主演）
- 鹿鳴館（1982年　帝国劇場　出演：佐久間良子、乙羽信子、奈良岡朋子、細川俊之、芦田伸介）
- 幸福（1985年 名鉄ホール 出演：芦田伸介、山岡久乃、沢田雅美、石野真子、広岡瞬）
- 花のこころ（1986年　帝国劇場　池内淳子主演）
- お嫁に行きたい!!（1987年　芸術座　池内淳子主演）
- 花の巴里の橘や（1987年　名鉄ホール　京マチ子主演)
- 春日局（1989年　帝国劇場　佐久間良子主演）
- 男を金にする女（1991年　芸術座　大原麗子主演）
- 品川心中（1993年　日生劇場　大原麗子主演）
- お夏狂乱（1994年　帝国劇場　大原麗子主演）
- お美津（1995年　新宿コマ劇場　水前寺清子主演）
- あさき夢みし（1997年　帝国劇場　泉ピン子主演）
- 規子と弓代（1999年　名鉄ホール　坂口良子主演）
- 男を金にする女（2000年　南座　古手川祐子主演）
- 空のかあさま（2001年　芸術座　斉藤由貴主演）
- 初蕾（2004年　芸術座　京野ことみ主演）
- 初蕾（2004年　南座　高橋恵子主演）
- 男を金にする女（2004年　名鉄ホール　竹下景子主演）
- 娘よ（2005年　ル　テアトル銀座　一路真輝主演）
- 喜和（2005年　名鉄ホール　三田佳子主演）
- 京紅ものがたり（2006年　新橋演舞場　十朱幸代主演）
- 忠臣蔵 いのち燃ゆる時（2007年　明治座　松平健主演）
- エドの舞踏会（2007年　御園座　三田佳子主演）
- 御いのち（2008年　御園座　竹下景子主演）
- 華々しき一族（2008年　ル テアトル銀座　若尾文子主演）
- おしん（2009年　御園座　出演：小林綾子、長山藍子）
- 女の人指し指（2011年　名鉄ホール　若尾文子主演）
- 女たちの忠臣蔵（2012年　明治座　高島礼子主演）
- 花嫁（2016年　三越劇場　湘南台文化センター市民シアター　高橋惠子　西郷輝彦主演）向田邦子没後35周年　[27]
- 君はどこにいるの（2017年2月、三越劇場、一宮市民会館　出演：一路真輝、西郷輝彦、竹下景子、渋谷飛鳥）[28]
- おんなの家（2017年10月、明治座　出演：高島礼子、熊谷真実、藤田朋子）
- 朗読劇「九十歳。何がめでたい」（2018年11月 - 12月、全国7会場、出演：三田佳子）

## 出演

### テレビ番組
- 離婚・ぼくんちの場合（1983年 TBS 大原麗子主演）
- 橋田壽賀子ドラマ おんなは一生懸命（最終回のみに出演）（1988年3月28日 TBS 泉ピン子主演）
- おんなの家（1993年 TBS 杉村春子主演）（東芝日曜劇場が単発ドラマとして最後を迎え、ラストシーンに登場する）
- 特別対談番組「吉永小百合 石井ふく子 34年の絆」〜山本周五郎生誕100年記念によせて〜 （2003年 TBS）
- 徹子の部屋（1977年1月10日、2021年9月9日、2023年5月8日[注釈 11]、テレビ朝日）[29]

### ラジオ番組
- 生島ヒロシのおはよう一直線（2021年9月20日、21日、22日・TBSラジオ)うるおい生活講座 - ゲスト

### 映画
- 大江戸の鬼（1947年、新東宝） - 萩原遼[注釈 12]の友人 役[11]
- かけ出し時代（1947年、佐伯清 監督） - 新聞社の社員[注釈 13] 役[11]
- 三百六十五夜 東京篇・大阪篇（1948年、新東宝） - ダンサー 役
- 人間模様（1949年、新東宝） - 女中・八重 役
- 女医の診察室（1950年、新東宝） - 看護師 役[30][11][5]

## 受賞・受章歴
- 第8回放送批評家賞（ギャラクシー賞）（1971年）[31] - 東芝日曜劇場のプロデュースに対して
- 日本女性放送者懇談会賞（1981年）[32]
- 菊田一夫演劇賞・特別賞（2004年）
- 毎日芸術賞（2016年）
- 岩谷時子賞（2018年）
- 東京都名誉都民（2022年）[33]
- 第33回橋田賞・特別賞（2025年）[34]

## 著書
- 『幸せってなんだろう』〈ぱぴるすBooks〉、三笠書房、1974年4月10日。
- 『明日のために』鎌倉書房、1977年9月15日。
- 『花のこころ花のかお : 最長寿番組を彩った俳優』小学館、1985年11月20日。
- 『心におしゃれを : 私のドラマ作り30年』講談社、1986年7月25日。
- 『想い出かくれんぼ』集英社, 1993
- 『お蔭さまで』世界文化社, 1993
- 『ありがとうまたね…』廣済堂出版, 2012
- 『あせらず、おこらず、あきらめず』KADOKAWA, 2016
- 『家族のようなあなたへ』世界文化社, 2021

### 共著編
- 『東芝日曜劇場名作集』上下 編. 文陽社, 1975-76
- 『女たちの忠臣蔵 橋田寿賀子作品集』編. 大和山出版社, 1983
- 『渡る世間は… 橋田壽賀子石井ふく子対談エッセイ』TBS東京放送, 2001

## 石井ふく子を演じた女優
- いしだあゆみ - 「春よ、来い」（NHK総合、1994年 - 1995年）
- 薬師丸ひろ子 - 「橋田壽賀子ドラマスペシャル 妻が夫をおくるとき」（TBS、2012年7月23日）
- 馬渕英里何・宮本杏子・長尾瞳（石井をモデルとした福子役の13歳を馬渕、6-8歳を宮本、3歳を長尾が演じた) - 月曜ドラマスペシャル 石井ふく子年末特別企画『忍ばずの女』（1994年、TBS）